# Confesiones de un espía nazi
Confesiones de un espía nazi (título original: Confessions of a Nazi Spy) es una película estadounidense propagandística y de suspense dirigida por Anatole Litvak para Warner Bros. Estrenada en mayo de 1939, cuatro meses antes de que estallara la Segunda Guerra Mundial y dos años y medio antes de la entrada de los Estados Unidos en el conflicto bélico, ha pasado a la historia como la primera película explícitamente antinazi producida por un estudio de Hollywood.
La película está protagonizada por Edward G. Robinson, Francis Lederer, George Sanders, Paul Lukas. Completan el reparto un nutrido grupo de actores alemanes, de los cuales varios habían emigrado a los Estados Unidos tras el ascenso al poder de Adolf Hitler. Dado el tema que trata la cinta, muchos de ellos se vieron obligados a cambiar sus nombres por miedo a represalias contra sus familiares que aún vivían en Alemania. Harry, Albert y Jack Warner, quienes eran dueños de Warner Bros en ese entonces, eran judíos.
La trama de la película está basada en una serie de artículos escritos por el agente del FBI Leon G. Turrou, quien investigó las redes de espionaje nazi que operaron en los Estados Unidos. Además, partes de la película se inspiran en el Caso de espionaje Rumrich, el primer gran caso internacional de espionaje en la historia de los Estados Unidos.

## Argumento
El narrador, representado por una silueta, es la figura por medio de la cual se conecta la película con acontecimientos recientes. La acción, que transcurre en el año 1937, empieza en un lugar apacible de Escocia. Un cartero le entrega una serie de cartas provenientes de partes del mundo entero a una tal señora MacLaughlin, quien reenvía el contenido de una de ellas al Dr. Karl Kassel, asentado en Nueva York. Más tarde y en el Café Nuremberg, Kassel sermonea a un grupo de germano-americanos, vestidos en su mayoría con el uniforme de la Federación Germano Estadounidense. Kassel les cuenta que el Führer ha declarado la guerra a los villanos de la democracia y que, como alemanes, deberían cumplir sus deseos y tomar el poder. La multitud grita: «¡Sieg Heil!».
Kurt Schneider, un desempleado insatisfecho, encuentra en el espionaje una fuente de motivación, así que contacta con el periódico personal de Hitler para proponerse como espía. El Servicio Federal de Inteligencia alemán sabe que no es un agente doble porque los estadounidenses no cuentan con un sistema de contraespionaje oficial. Franz Schlager, un oficial de la marina que navegaba hacia Nueva York en el barco de vapor Bismarck, es ordenado contactar con Schneider. Mientras, la bella operadora Hilda Kleinhauer denuncia a sus clientes ante la Gestapo y lleva material para Schlager.
Un miembro de la Legión Estadounidense desafía a Kassel en una reunión, cuando él y otros asistentes se pronuncian a favor de la democracia. Schneider, por su parte, presume ante su amigo Werner, un soldado raso de los Fuerzas Aéreas, de que recibe instrucciones de Hitler. 
Werner consigue el código Z y Schneider, por su parte, obtiene historiales médicos con los que pone al descubierto la fuerza militar en Nueva York. Lleno de orgullo Schneider le entrega la información a Schlager. Como reconocimiento por su labor, Schneider recibe 50 dólares al mes, la dirección de la señora MacLaughlin y una lista de nuevos objetivos.
Cuando Kassel es requerido para regresar a Alemania, este se lleva a su amante, Erika Wolf, con él y deja a su mujer atrás. El narrador ofrece entonces una descripción detallada de la vida durante el fascismo. Kassel es nombrado responsable de todas las actividades nazis en los Estados Unidos. A partir de este momento, los espías toman como objetivo las operaciones militares. Al mismo tiempo, el país, bajo el eslogan «América para los americanos», se inunda de propaganda.
Gracias a la curiosidad del cartero, la inteligencia militar británica descubre que la señora MacLaughlin colabora con una red internacional de espionaje. Por otro lado, los integrantes de la sede neoyorkina de la inteligencia militar estadounidense, formada por el teniente Williams y un asistente, acuden, pese a que la agencia nunca antes había centrado su trabajo en el espionaje, al FBI para alertar de la presencia de espías. A raíz de la denuncia el agente del FBI Ed Renard se hace cargo del caso.
Tras su regreso a los Estados Unidos, Kassel visita el campamento Horst Wessel, donde niños de origen germano-estadounidense son entrenados para abrazar los ideales nazis y desarrollar habilidades militares. En cuanto a Schneider, recibe órdenes de usar un alias para obtener pasaportes, lo que acaba levantando sospechas. El FBI rastrea el paquete que contiene los pasaportes y lo detienen. Al descubrir su verdadera identidad, los agentes se dan cuenta de que tienen una carta que envió a MacLaughlin. Renard lo adula durante horas hasta lograr arrancarle así una confesión reveladora. A través de Schneider, Renard localiza a Wenz, Kleinhauer y Kassel a bordo del Bismarck, que permanece atracado en el puerto. Durante el encuentro Kassel le muestra con orgullo a Renard una serie de expedientes sobre estadounidenses importantes que documentan su «impunidad» racial. Acto seguido intenta quemar la llave del código, pero Renard se lo impide. Además, Renard se enfrenta a Kleinhauer, quien confirma su vínculo con Schlager. Cuando Renard revela que conoce a Erika, Kassel confiesa todo lo que sabe acerca de la red de espionaje alemana, sacando a la luz sus ramificaciones y extensión. Le sueltan, aunque la Gestapo le está esperando. Él jura que no ha confesado nada, a pesar de lo cual son detenidos en las inmediaciones de su apartamento.
Un gran número de agentes y cómplices son capturados por medio de una redada federal y el 13 de marzo de 1938 Hitler anexiona el territorio de Austria. Renard le hace saber a la mujer de Kassel que la Gestapo ha pagado la fianza. Tras haber estado con Erika, Karl regresa a casa y miente a su mujer. Hace las maletas, negándose a llevársela con él, pero ella le oculta lo que sabe. La Gestapo le captura y le lleva a Bismarck, ordenándole a mantener una versión falsa según la cual fue torturado por los agentes del FBI y forzado a confesar una mentira. En Nueva York, Hilda recibe las mismas instrucciones.
Dieciocho personas son acusadas de espionaje, cuatro de las cuales (Schneider, Wenz, Kleinhauer y Helldorf) permanecen bajo custodia policial. El fiscal de los Estados Unidos, Kellogg, da cuenta del papel desempeñado por una red de quinta columna de alemanes en Estados Unidos y en la Europa ocupada por los nazis. Aprovecha entonces para hacer un llamamiento a los estadounidenses a que aprendan la lección, dado la impronta de Hitler en Europa y la lección que esto encierra: «la supremacía de una propaganda organizada y respaldada por la fuerza». Los espías son condenados.
Kellogg y Renard hablan sobre los sucesos acontecidos en Estados Unidos y Europa mientras se toman un café. Renard describe a los nazis como «dementes» y Kellogg cree que «cuando las libertades básicas son amenazadas, nos despertamos».
Los créditos de la película aparecen mientras suena America the Beautiful.

## Reparto
- Edward G. Robinson como Edward Renard
- Francis Lederer como Kurt Schneider
- George Sanders como Franz Schlager
- Paul Lukas como Dr. Karl Kassel
- Henry O'Neill como Fiscal Kellogg
- Dorothy Tree como Hilda Kleinhauer
- Lya Lys como Erika Wolff
- Grace Stafford como Helen Schneider
- James Stephenson como agente de la Inteligencia Militar Británica
- Hedwiga Reicher como Lisa Kassel
- Joe Sawyer como Werner Renz
- Sig Ruman como Dr. Julius Krogmann
- Lionel Royce como Hintze
- Henry Victor como Hans Wildebrandt
- Hans Heinrich von Twardowski como Max Helldorf
- Wolfgang Zilzer como Johann Westphal
- Rudolph Anders como Capitán Wilhelm Straubel

- Eily Malyon como señora MacLaughlin

###### Sin acreditar
- Martin Kosleck como Joseph Goebbels
- Lisa Golm como señora Anna Westphal
- Ward Bond como legionario estadounidense
- Creighton Hale como dibujante
- John Hamilton como jefe del FBI